# Flik 19
La Fliegerkompanie 19 (abbreviata in Flik 19) era una delle squadriglie della Kaiserliche und Königliche Luftfahrtruppen.

## Storia

### Prima guerra mondiale
La squadriglia fu fondata nel 1916 nella prima guerra mondiale ed il 20 gennaio fu diretta da Fischamend al fronte italiano ad Aidussina dove alla fine del mese di ottobre era al comando dell'Hptm Adolf Heyrowsky con 4 Hansa-Brandenburg C.I e 2 Fokker E.III e nel maggio-giugno 1917 dispone di 7 Hansa-Brandenburg C.I ed un Aviatik C.I. 
Il 7 aprile 1916 l’equipaggio dell'Hansa-Brandenburg C.I composto dal Sergente Adolf Ott e dal Tenente osservatore Franz Lenarcic (che in seguito morirà per le ferite) viene costretto dal Nieuport 11 di Francesco Baracca della 1ª Squadriglia caccia ad un atterraggio di fortuna a Medeuzza in territorio italiano.
Il successivo 15 agosto il Fokker di Franz Szuck viene abbattuto dal Voisin III dall'aspirante Alessandro Resch e del Sottotenente Vincenzo Lioy della 26ª Squadriglia che erano stati attaccati al rientro su Komen.
Il 23 agosto Baracca e Fulco Ruffo di Calabria della 70ª Squadriglia caccia abbattono l'Hansa-Brandenburg C.I del Zgsf. Anton Himmer nei pressi di Merna.
Nel luglio del 1917, l'Aeronautica fu riorganizzata e prese compiti divisionali (Divisions-Kompanie, Flik 19D). 
Al 18 agosto 1917 era ad Ajdussina nell'Isonzo Armee al comando dell'Hptm Karl Heyrowsky con 8 Brandenburg C I, 1 Aviatik C.I e 1 Albatros D.III. Al 24 ottobre 1917 la Flik 19/D era ad Ajdussina nell'Isonzo Armee al comando dell'Oblt Ludwig Hautzmayer (temporaneo) quando partecipò alla Battaglia di Caporetto.
Nel settembre 1918 fu assegnata ad un corpo (Korps-Kompanie, Flik 19K).
Al 15 ottobre successivo era a Ghirano di Prata di Pordenone con 1 HB C.I e 5 Ufag C.I.
Dopo la guerra, fu eliminata con l'intera aviazione austriaca.
L'unità vantava 7 assi (due di loro sono ungheresi) che conseguirono le seguenti vittorie nella squadriglia:
- Adolf Heyrowsky che ne fu anche il comandante con 10 vittorie
- Josef Pürer con 6 vittorie
- Stefan Fejes con 5 vittorie
- Alexander Tahy con 5 vittorie
- Ludwig Hautzmayer che ne fu anche il comandante con 4 vittorie
- Benno Fiala von Fernbrugg con 2 vittorie.